# Mitjana quadràtica
La mitjana quadràtica és l'arrel quadrada de la mitjana aritmètica dels quadrats dels valors d'una variable. La mitjana quadràtica és molt útil quan es vol obtenir una avaluació d'una variable que pot tenir valors positius i negatius i, per tant, una mitjana de valor nul o pròxim a zero. Per tant, el que es fa és obtenir el quadrat dels valors, la qual cosa, transforma tant els valors positius com negatius en valors positius.

## Definició matemàtica
La mitja quadràtica per a una funció de variable contínua f(t) definida sobre l'interval T1 ≤ t ≤ T₂ ve donada per l'expressió (1) :
{\displaystyle x_{\mathrm {rms} }={\sqrt {{1 \over {T_{2}-T_{1}}}{\int _{T_{1}}^{T_{2}}{[f(t)]}^{2}\,dt}}}.\qquad \qquad (1)}
La mitja quadràtica per a una col·lecció d'N valors {x1, x₂, ..., xN} d'una variable discreta x Mitja quadràtica de funcions comunes (2) :

Fig.1 Formes d'ona : sinusoidal, quadrada, triangular, dent de serra

{\displaystyle x_{\mathrm {RMS} }={\sqrt {{1 \over N}\sum _{i=1}^{N}x_{i}^{2}}}={\sqrt {{x_{1}^{2}+x_{2}^{2}+\cdots +x_{N}^{2}} \over N}}\qquad \qquad (2)}

## Mitjana quadràtica de funcions més comunes
| Forma d'ona    | Equació                             | Mitjana quadràtica                |
| -------------- | ----------------------------------- | --------------------------------- |
| Constant       | {\displaystyle y=A_{0}}             | {\displaystyle A_{0}}             |
| Ona sinusoidal | {\displaystyle y=A_{1}sin(2\pi ft)} | {\displaystyle A_{1}/{\sqrt {2}}} |
| Ona quadrada   | vegeu Fig.1                         | {\displaystyle A_{1}}             |
| Ona triangular | vegeu Fig.1                         | {\displaystyle A_{1}/\surd 3}     |
| Dent de serra  | vegeu Fig.1                         | {\displaystyle A_{1}/\surd 3}     |